# Калоша (Словаччина)
Калоша (словац. Kaloša, угор. Kálosa) — село, громада в окрузі Рімавська Собота, Банськобистрицький край, Словаччина. Кадастрова площа громади — 15,13 км². Населення — 805 осіб (за оцінкою на 31 грудня 2017 р.).
Знаходиться за ~15 км на схід від адмінцентра округу міста Рімавська Собота.
Перша згадка 1247 року.

## Населення
| Рік:            | 1994. | 2004.    | 2014.    | 2024.   |
| --------------- | ----- | -------- | -------- | ------- |
| Кількість осіб: | 610   | 683      | 776      | 815     |
| Різниця:        |       | +11,96 % | +13,61 % | +5,02 % |

| Рік:            | 2023. | 2024.   |
| --------------- | ----- | ------- |
| Кількість осіб: | 812   | 815     |
| Різниця:        |       | +0,36 % |